# 臺灣駝蹺蝽
臺灣駝蹺蝽（学名：Gampsocoris gibberosus）为錘角蝽科駝蹺蝽屬下的一个种。